# Овербрук (Канзас)
Овербрук (енгл. Overbrook) град је у америчкој савезној држави Канзас.

## Демографија
По попису из 2010. године број становника је 1.058, што је 111 (11,7%) становника више него 2000. године.
| Група             | 2000.       | 2010.         |
| Белци             | 918 (96,9%) | 1.019 (96,3%) |
| Афроамериканци    | 1 (0,1%)    | 3 (0,3%)      |
| Азијати           | 0 (0,0%)    | 1 (0,1%)      |
| Хиспаноамериканци | 14 (1,5%)   | 13 (1,2%)     |
| Укупно            | 947         | 1.058         |